# スズキ・RH250
RH250（アールエイチにひゃくごじゅう）とは、かつてスズキが1984年から1988年にかけて製造・販売していたオフロードタイプのオートバイである。

## モデル一覧

### RH250
型式:SJ11B
1984年4月に発売された。空冷ハスラーシリーズの生産終了後、後続モデルという形で発売された。姉妹車としてRA125も同時発売し、暴力的な加速とピーキーなエンジンが話題を呼んだ。
キャブレターには高度自動補正機能（AAR）が搭載されており、高地でもパワーダウンする事無く走行ができる。

### RH250-2
型式：SJ11C
1986年4月にグラフィックデザインの変更、排気デバイス（SAEC）の採用などの各部が変更されたマイナーチェンジが行われた。これより型式がSJ11BからSJ11Cへと変更された。
外観は主に、タンク部のグラフィックデザインの変更、排気デバイスの採用によりフレーム形状の一部が変更、ボディーカラーのレッドが廃止になり、排気デバイス（SAEC）の採用により扱いにくいピーキーなエンジン特性から扱いやすいエンジン特性へと変更された。また、それに伴い高度自動補正機能（AAR）の廃止とキャブレターの変更が行われた。
サスペンション部においてもフロントフォーク・リアショック共に変更されており、それによりシート高が下がり足付きがマイナーチェンジ前と比べ良くなっている。

### RH250H
型式:SJ11C
1987年3月に吸気干渉管をインテークマニホールドに装着、キャブセッティングの変更がされた2度目のマイナーチェンジが行われた。

### RH250J
型式：SJ11C
1988年5月にグラフィックデザインの変更や各部の変更された３度目のマイナーチェンジが行われた。外観はタンク部のグラフィックデザイン、エンジンのカラーが青色に変更され、フロントフォークプロテクタの装着、キャブレターの変更などが行われている。

### TS250X
1985年にRH250の輸出仕様としてアメリカで発売された。